# دحل هديبان
دحل هديبان هو أحد الدحول الواقعة في الصمان في السعودية.